# Nikodem (Bulaksis)
Nikodem, imię świeckie Nikolaos Bulaksis (ur. 30 stycznia 1960 na Naksos) – grecki duchowny prawosławny w jurysdykcji Patriarchatu Aleksandryjskiego, od 2016 tytularny biskup nitryjski, wikariusz metropolii Johannesburga i Pretorii. 

## Życiorys
Święcenia prezbiteratu przyjął w 1982. Chirotonię biskupią otrzymał 27 marca 2016.